# Ischnocera
Los ischnóceros (Ischnocera) son una gran superfamilia del parvorden Phthiraptera. Son piojos la mayoría parásitos en aves pero que incluyen una familia numerosa (Trichodectidae) de parásitos mamíferos. El género Trichophilopterus se encuentra también en mamíferos (lémures) pero probablemente pertenece a los ischnóceros y representa un cambio de huésped de aves a mamíferos. Muchos ischnóceros tienen el cuerpo alargado, lo que les permite esconderse entre el  raquis de las plumas y evitar ser desalojados por durante el acicalamiento o durante el vuelo.

## Taxonomía
La taxonomía del grupo necesita revisión. Actualmente se reconocen cuatro familias pero una de ellas, Philopteridae, es casi seguramente parafilética. Las familias son:
- Heptapsogasteridae
- Goniodidae
- Philopteridae
- Trichodectidae